# 899 v.Chr.
Het jaar 899 v.Chr. is een jaartal volgens de christelijke jaartelling.

## Gebeurtenissen

### Mesopotamië
- Begin van de regeerperiode van Nabû-shuma-ukîn, koning van Babylon.